# 西日本高速道路サービス・ホールディングス
西日本高速道路サービス・ホールディングス株式会社（にしにほんこうそくどうろサービス・ホールディングス、West Nippon Expressway Service Holdings Company Limited）は西日本高速道路（NEXCO西日本）管内のサービスエリア・パーキングエリアの管理運営会社である。
親会社である西日本高速道路と同じ大阪府大阪市北区堂島の堂島アバンザ内に本社を置く。

## 概要
2005年10月1日に道路公団民営化により誕生した、NEXCO西日本管内のサービスエリア（SA）・パーキングエリア（PA）（一部を除く。詳しくは後述）の管理・運営のために12月2日に設立された。
設立後約半年が経過した2006年4月1日より、それまで旧日本道路公団管理道路のSA・PAを管理していた財団法人である道路サービス機構（現・高速道路交流推進財団、「J-SaPa（ジェイ・サパ）」として管理運営）、ハイウェイ交流センター（解散、「HELLO SQUARE（ハロー・スクエア）」として管理運営）よりNEXCO西日本管内のSA・PAの管理運営権が譲渡され、本格的に管理運営業務を開始した。

## 沿革
- 2005年12月2日 - 会社設立。
- 2006年4月1日 - 道路サービス機構・ハイウエイ交流センターより西日本高速道路管内のSA・PAの管理運営権が譲渡され、管理運営業務開始。
- 2009年3月9日 - 本社を現在地に移転。
- 2010年11月30日 - パーキングエリア運営会社3社の株式を取得し、完全子会社化。
- 2014年7月1日 - パーキングエリア3社を統合し、西日本高速道路リテールとして再編。
- 2020年4月6日 - 布野特産センターからE2A 中国自動車道江の川PA（上下線）の管理運営権が譲渡され、管理運営業務を開始。

## 本社・支社
- 本社 - 大阪府大阪市北区堂島1-6-20 堂島アバンザ18階
- 関西支社 - 大阪府吹田市江坂町1-23-101　大同生命江坂ビル3階
- 中四国支社 - 広島県広島市中区中町8-12 広島グリーンビル4階
  - 岡山営業所 - 岡山県岡山市北区駅元町15-1 リットシティビル4階
  - 四国営業所 - 香川県高松市朝日町四丁目1番3号 西日本高速道路(株)四国支社1階
- 九州支社 - 福岡県福岡市博多区博多駅東2-13-34　エコービル6階
  - 熊本営業所 - 熊本県熊本市中央区水道町9-31 損保ジャパン熊本水道町ビル3階
  - 沖縄営業所 - 沖縄県国頭郡金武町字伊芸クラシ原1264（伊芸SA）

### 関連会社
- 西日本高速道路ロジスティックス - インフォメーションコーナーの運営、SA・PA店舗等への商品・食材卸、物品・制服販売等
- 西日本高速道路リテール - SA・PAの売店運営

## 運営対象外のSA・PA
これらはいずれも第三セクターによる運営である。
- E1A 新名神高速道路甲南PA（上下線）
- E42 阪和自動車道（湯浅御坊道路）吉備湯浅PA（上下線）
- E42 阪和自動車道　印南SA（上下線）
- E11 高松自動車道（高松東道路）津田の松原SA（上下線）
- E9 山陰自動車道宍道湖SA（上下線）

## サービスなど

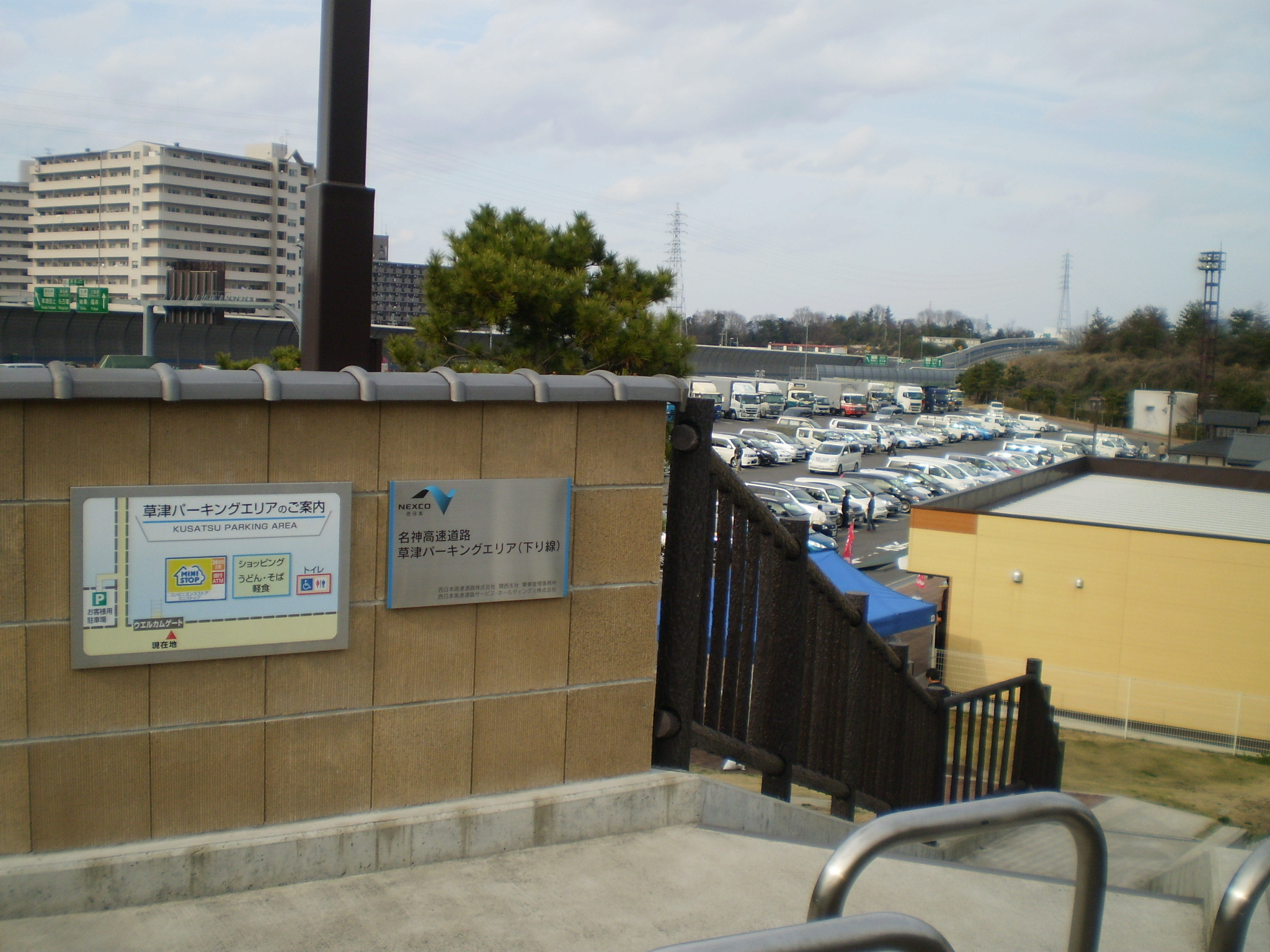
ウェルカムゲート
（名神高速道路・草津PA下り線）

### iHighway
NEXCO西・中・東の高速道路及び本州四国連絡高速道路の交通情報を、携帯電話向けに無料で配信している。
- 交通状況マップの表示
- 通行止解除情報のメール受信
- 通行止解除に向けた作業情報の表示
- 200km圏内の交通情報 - 携帯電話の位置情報から200km圏内の交通状況を確認
- マイルート機能 - 頻繁に利用するルートを登録しておけば、通行止情報をメール受信

### 高速道路スタンプ
西日本高速道路管内のサービスエリア及びインフォメーションのあるパーキングエリアでは「NEXCO西日本グループ」という文字が刻印されたシヤチハタ式スタンプが使われていたが、最近破損等の不具合が多く生じていることから、随時ゴム印式スタンプに変更されてきている。

### ウェルカムゲート
一部のサービスエリア・パーキングエリアでは「ウェルカムゲート」と称して、本来の職員専用出入口を開放することにより一般道からの流入・流出を可能にしている施設もある（スマートインターチェンジと異なり、車両の本線流入・流出はできない）。
NEXCO中日本管内のSA・PAを管理する中日本エクシスでは同様のサービスとしてぷらっとパークという施設を整備している。

### コンビニエンスストア
民営化後、サービスエリア・パーキングエリアへのコンビニエンスストア誘致を積極的に進めている。
- セブンイレブン
- ローソン - Highway pit by LAWSON
- ファミリーマート - Re SPOT（近畿を除く）。2018年3月31日をもって営業を終了し、セブン-イレブンにリブランドされることが明らかになっている[1]。
- ミニストップ - ISM（イズム）
- ポプラ - ハイウエイ彩家
- デイリーヤマザキ - D’Space

### 高速道路ガイドマップ / 遊・悠・West
サービスエリアのインフォメーションやNEXCO西日本管轄の料金所（若干数）で無料で配布されている高速道路地図。原則は四半期ごと（1月、4月、7月、10月）に発行されているが、新規開通など変更箇所があるとこれ以外の月でも発行されることがある。サイズは、道路施設協会より従来発行されていた「SA・PAガイド」を継承している。当初のガイドマップにはIC番号がなかったが、途中から地図の部分にIC番号がつくようになった。地図は以下の3種類が存在する。
- 高速道路ガイドマップ　関西地域版
- 高速道路ガイドマップ　中国四国地域版
- 高速道路ガイドマップ　九州地域版

2007年4月からフリーペーパーを作成し、管内の主なサービスエリア・パーキングエリアで配布している。2009年6月まではクアドラプレス奔放のタイトルで、2009年7月から2011年8月まではパスティ （PASCTY） のタイトルで、さらに2011年9・10月号からは、遊・悠・Westのタイトルで発行している。

### 過去の発刊物

#### クアドラプレス奔放 / パスティ
隔月発行で関西版、中国版、四国版、九州沖縄版の4つに分かれており、サービスエリア案内とエリアインフォメーション（工事・開通・渋滞予想の告知など）以外は各版共通の内容。創刊当初は施設の案内をしていなかったが、2007年10月号からサービスエリアの案内がされるようになった。大きさはB4で、ホチキス止めはされていない。公式サイトでも電子書籍の形で閲覧可能できた。
毎号ゲストとして著名人へのインタビューを掲載している（各号の表紙はゲストの顔写真）。
各号のゲスト（発行順）
- 「奔放」時代
  - リリー・フランキー
  - 北野武　
  - 矢沢永吉
  - 織田裕二
  - 哀川翔
  - 新庄剛志
  - 柴咲コウ
  - 佐藤浩市
  - 唐沢寿明
  - 竹中直人
  - 松たか子
  - 上川隆也
  - 役所広司
- 「パスティ」時代
  - 王貞治
  - 小雪
  - 長澤まさみ
  - 米倉涼子
  - ベッキー♪#（歌手として）
  - 松下奈緒
  - 小栗旬

#### HighwayWorld
NEXCO西日本SHD製作協力・発行、マガジンハウス制作でかつて偶数月の1日に発行されていた隔月刊のフリーペーパー。西日本エリアの観光情報が中心であり、高速道路内の情報を主に掲載する「奔放」「パスティ」と棲み分けが図られていた。管内のSAなどと、沿線の主要ゴルフ場で配布されていたが、昨今の厳しい経済状況により継続発行不可能となり、僅かVol.3までの発行となった。
表紙（発行順）
- 室生山頂公園 芸術の森
- 彦根城
- 有馬カンツリー倶楽部

道のグラビア（発行順）
- 金勝山トンネル・近江大鳥橋・甲賀土山IC付近（全て新名神高速道路）
- 日本標準時 東経135度子午線ゲート（第二神明道路）・大山崎JCT-茨木IC間（名神高速道路）・交通管理隊
- 料金収受員・別府IC-大分IC間（大分自動車道）・由布岳PA付近（大分自動車道）

Highway Story（発行順）
- 吹田道路管制センター
- 交通管理隊（ハイウェイパトロール）
- 料金収受員